# 쿠르산
쿠르산(헝가리어: Kurszán: ?-904년)은 머저르인의 켄데였다. 쿠르산이 켄데였을 때 줄러는 아르파드였다.
쿠르산은 머저르인의 카르파티아 정복에 큰 역할을 했다. 892년-893년, 동프랑크인의 왕 아르눌푸스는 동쪽 국경을 확고히 하기 위해 모라비아 왕국을 공격하면서 쿠르산을 끌어들였다. 아르눌푸스는 모라비아에서 얻은 땅을 모두 쿠르산에게 주었다. 또한 쿠르산은 오늘날의 헝가리 남부에 해당하는 땅도 정복했는데, 아마 불가리아 제1제국에게서 빼앗은 것으로 보인다. 남쪽이 취약하다는 것을 깨달은 쿠르산은 동로마 황제 레온 6세와 동맹을 맺고 불가리아의 초대 차르 시메온 1세를 격파했다.
904년 여름, 동프랑크인의 왕 루도비쿠스 4세 인판스가 피샤강에서 교섭을 하자고 쿠르산을 초청했다. 쿠르산과 그 수행단은 교섭장에서 프랑크인들에게 모두 살해당했다. 이후 줄러 아르파드가 유일한 통치자가 되었다. 쿠르산의 유족들은 오부다 근교에 쿠르산바러(Kurszánvára; 쿠르산의 성)를 짓고 거기 정착했다. 쿠르산 사후 유족들은 카르탈(Kartal)이라는 이름으로 살았다.
다뉴브강 우안에는 쿠르산에게서 유래한 지명들이 남아 있다.

## 같이 보기
- 허르커